# Rafael Alberto Arrieta

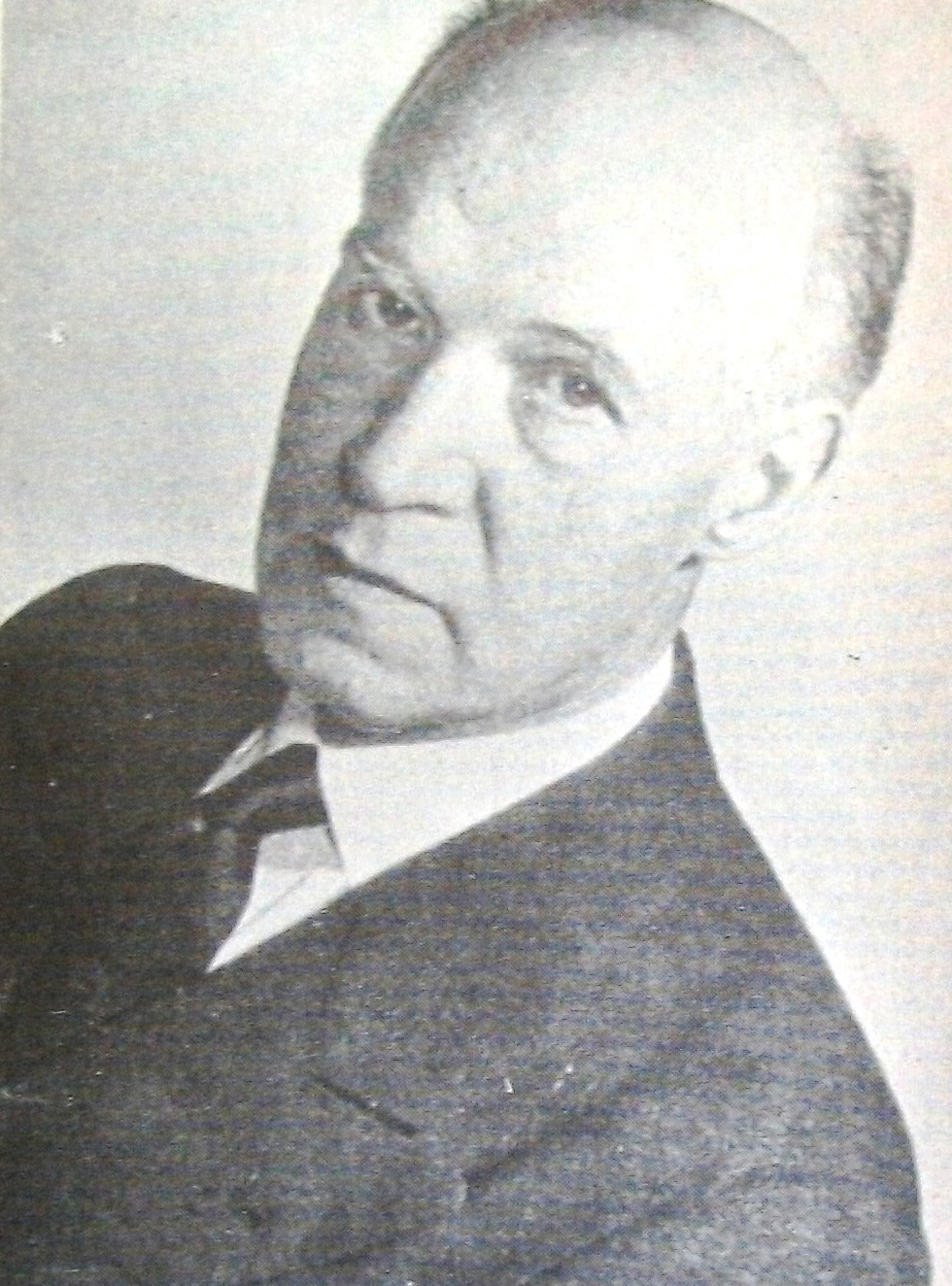
Rafael Alberto Arrieta

Rafael Alberto Arrieta (* 28. Oktober 1889 in Rauch, Buenos Aires (Provinz); † 1968 in Buenos Aires) war ein argentinischer Pädagoge, Schriftsteller und Übersetzer.
Arrieta absolvierte seinen Schulbesuch in La Plata. Anschließend studierte er an der Universidad Nacional de La Plata und wechselte von dort an die Universidad de Buenos Aires. Nach erfolgreichem Abschluss seines Studiums betraute man ihn an beiden Hochschulen mit einem Lehrauftrag für Literatur.
Neben seinem eigenen literarischen Schaffen übersetzte er auch einige englische Autoren in seine Muttersprache. Nach eigener Aussage wurde er durch die intensive Beschäftigung mit diesen Werken auch in seinen eigenen Werken beeinflusst.

## Werke
als Autor
- Belletristik
  - E espejo de la fuente. 1912.
  - Estío serrano. 1926.
  - Fugacidad. 1921.
  - Las noches de oro. 1917
- Sachbücher
  - Bibliópolis. 1933.
  - Dickens y Sarmiento. 1928.
  - Don Gregorio Beéche y los bibliógrafos americanístas de Chile y del Plata. 1941.
  - Historia de la literatura argentina. 1958/60 (6 Bde.)
  - Presencias. 1936

als Herausgeber
- Florencio Balcarce: Obras.
- José Mármol: Obras.

als Übersetzer
- John Keats
- Henry Wadsworth Longfellow
- Percy Bysshe Shelley
- William Wordsworth